# Tarta Saint Honoré

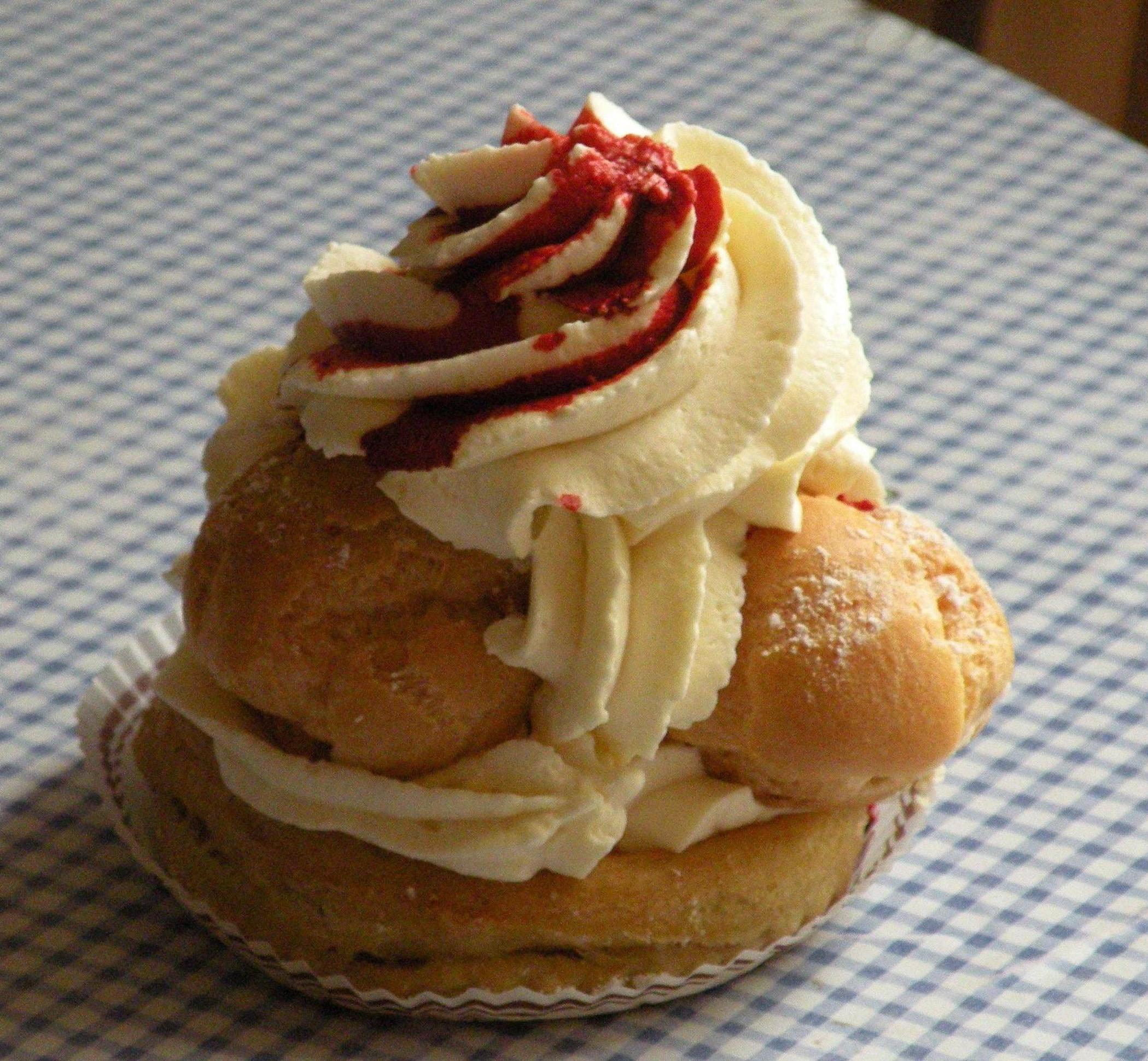
Pastel de Saint-Honoré, elaborado con profiteroles y nata.

La tarta Saint-Honoré es un pastel francés que se elabora con profiteroles montados en una base cilíndrica elaborada de pasta choux (crema Chiboust) y nata montada. Recibe el nombre (en francés) en honor del santo patrón de los pasteleros y panaderos: san Honorato de Amiens.
Otros autores mencionan que lleva el nombre de la calle en la que se localizaba la pastelería donde empezó a dispensarse, la vía Saint Honoré, en París.
El autor fue Auguste Julien, quien trabajaba en la pastelería Chiboust, en la calle ya mencionada.
En un principio la tarta se hacía con brioche, pero hoy en día se hace con pasta brisa.